# ウェーイTOKYO
『ウェーイTOKYO』（ウェーイとうきょう）はフジコーズの楽曲。作詞は秋元康、作曲はaokadoが担当した。2023年12月13日にフジコーズのデビューシングルとしてポニーキャニオンより発売された。楽曲のセンターポジションは友恵温香が務めた。

## 背景とリリース
2023年8月26日（25日深夜）放送の「オールナイトフジコ」で、メインMCの佐久間宣行からユニットの総合プロデューサーを務める秋元康の作詞によるデビューシングルの制作が発表された。
ただし、デビューシングルで歌えるのは1期生とこのあと加入する2期生合わせて15人であることも同時に発表された。
このため、デビュー曲のメンバーを選抜するためのフジコベストナイン選抜バトルを開催することになった。
しかし同年9月9日（8日深夜）の放送で、CDデビューが予算不足でストップしているという報告がなされ、CDの発売日や楽曲制作、ミュージック・ビデオの制作からプロモーション、グループ衣装の制作などが一切何も決まっていない事が明かされた。
同年10月28日（27日深夜）放送回で、同年12月13日に発売するデビューシングルのタイトルが「ウェーイTOKYO」であることと、同曲のセンターならびにユニットのリーダーを友恵温香が務める事が発表された。
同年12月13日のCD発売日には「2023 FNS歌謡祭 第2夜」に出演。同曲のテレビ初パフォーマンスを行った。

## チャート成績
2023年12月25日付けのオリコン週間シングルランキングで初登場13位を記録した。

## アルバム収録トラック
出典
| 全作詞: 秋元康。 |                                  |           |            |            |      |
| #                | タイトル                         | 作詞      | 作曲・編曲 | 作曲・編曲 | 時間 |
| 1.               | 「ウェーイTOKYO」                | 秋元康    | 宅見将典   | aokado     | 3:35 |
| 2.               | 「思い出泥棒」                   | 秋元康    | 金崎真士   | 三谷秀甫   | 4:42 |
| 3.               | 「ウェーイTOKYO（Instruments）」 | 秋元康    |            |            | 3:35 |
| 4.               | 「思い出泥棒（Instruments）」    | 秋元康    |            |            | 4:42 |
| 合計時間:        | 合計時間:                        | 合計時間: | 16:34      |            |      |

| #  | タイトル                      | 作詞 | 作曲・編曲 |
| -- | ----------------------------- | ---- | ---------- |
| 1. | 「ウェーイTOKYO Music Video」 |      |            |

| 全作詞: 秋元康。 |                                  |           |            |            |      |
| #                | タイトル                         | 作詞      | 作曲・編曲 | 作曲・編曲 | 時間 |
| 1.               | 「ウェーイTOKYO」                | 秋元康    | 宅見将典   | aokado     | 3:35 |
| 2.               | 「思い出泥棒」                   | 秋元康    | 金崎真士   | 三谷秀甫   | 4:42 |
| 3.               | 「ウェーイTOKYO（Instruments）」 | 秋元康    |            |            | 3:35 |
| 4.               | 「思い出泥棒（Instruments）」    | 秋元康    |            |            | 4:42 |
| 合計時間:        | 合計時間:                        | 合計時間: | 16:34      |            |      |

## 選抜メンバー
- 雨宮凜々子
- 今井陽菜
- 上杉真央
- エブラヒミ椎菜
- 沖玲萌
- 笠野咲藍
- 小杉怜子
- 髙村栞里
- 友恵温香
- 井手美希
- 入山七菜
- 久木田帆乃夏
- 坂本結菜
- 梨子
- 山中ありさ

## エピソード
のちにフジコーズの3期生となった上西萌々は就職活動で悩んでいた時に、この曲の「後になってバカだったと 後悔するのが人生でしょ?」という歌詞に影響を受け、フジコーズの3期生オーディションに応募。見事メンバーとして加入することになった。